# Pineville (Kentucky)
Pineville è un comune degli Stati Uniti d'America, situato nello Stato del Kentucky, nella contea di Bell, della quale è il capoluogo.